# عمر الدغيري
عمر بن علي الدغيري، ممثل. اشتهر بأدواره الكوميدية، وبدأ التمثيل في الصف الأول الابتدائي سنة 1407 هـ تقريباً وفي عام 1417 هـ بدأ بالتمثيل التلفزيوني , شكل ثنائي رائع مع إبراهيم المزيرعي و أيضاً مع عبد العزيز الغنيم في العديد من الأعمال .

## أعماله

### من المسلسلات
- مسلسل بواري
- مسلسل غبار الهجير - الجزء الأول والثاني -
- مسلسل العريش
- ظل الجزيرة - الجزء الأول و الثاني -
- مرسال عقيل
- سنين
- وادي الرحى
- غبار الهجير
- مسلسل هدنه

### من الأفلام
- بداية النهاية
- سامحني يا أبي
- مبدعون ولكن
- وظيفة يا سادة
- تحت المراقبة
- عصر الاحتراف
- أرزاق

### من المسرحيات
- مسرحية إنشادية أرض السلام
- مسرحية عقار المرحوم عام 1417 هـ بمشاركة إبراهيم المزيرعي
- مسرحية أعقل مجنون حفل نخبة النخبة 1427هـ
- مسرحية بائع الحكم
- مسرحية الفضولي
- مسرحية وش لو
- مسرحية الحقيقة
- مسرحية الحشاشين
- مسرحية الغلبان بمشاركة إبراهيم المزيرعي
- مسرحية قرية الكوبوي عام 1428هـ
- مسرحية الرجل الذي غدا ملح عام 1420 هـ
- مسرحية طبخ تجار من كتابة عبد الملك الهويمل وإخراج سامي الهويمل عام1432هـ
- مسرحية هوامير الفقر عام 1433 هـ
- مسرحية جاثوم عام 1434 هـ
- مسرحية عيله فله عام 1440هـ
- مسرحية دق فليفل يا كمون 1434 هـــ